# Aleksandar Okolić
Aleksandar Okolić (Doboj, 26 de junho de 1993) é um voleibolista indoor sérvio que atua na posição de central.

## Carreira
É membro da seleção sérvia e defende as cores do clube russo Gazprom-Ugra Surgut.